# 特里特嶺
72°14′S 166°13′E / 72.233°S 166.217°E
特里特嶺（英語：Turret Ridge），是南極洲的山嶺，位於維多利亞地的彭內爾海岸，屬於米倫山脈的一部分，長9公里，由新西蘭地質學會踏足，現時由南極條約體系管理。